# Зайкула
„Зайкула“ (на английски: Bunnicula) е американски анимационен сериал на „Уорнър Брос Анимейшън“ по идея на Джесика Борутски разпространяван от „Уорнър Брос Телевижън“. Премиерата на сериала е по „Картун Нетуърк“ и „Бумеранг“ на 6 февруари 2016 г. Сериалът е свободна адаптация на едноименната поредица книги на Джеймс Хоу и Дебора Хоу. Последният епизод е излъчен на 30 декември 2018 г.

## В България
В България сериалът е излъчен по стрийминг платформата „Ейч Би О Макс“ през 2022 г.
На 28 октомври 2024 г. се излъчва и по „Картун Нетуърк“.

### Нахсинхронен дублаж
| Роля        | Изпълнител          |
| ----------- | ------------------- |
| Зайкула     | Живко Джуранов      |
| Честър      | Георги Стоянов      |
| Харолд      | Константин Икономов |
| Мина Монроу | Яна Янчева          |
| Марша       | Светлина Станчева   |

| Обработка           | Александра Аудио    |
| ------------------- | ------------------- |
| Режисьор на дублажа | Десислава Софранова |
| Преводач            | Силвия Вълкова      |